# Lijst van voetbalinterlands Colombia - Duitsland
Deze lijst van voetbalinterlands is een overzicht van alle officiële voetbalwedstrijden tussen de nationale teams van Colombia en (West-)Duitsland. De landen speelden tot op heden vijf keer tegen elkaar. De eerste ontmoeting, een groepswedstrijd bij het Wereldkampioenschap voetbal 1990, werd gespeeld in Milaan (Italië) op 19 juni 1990. Het laatste duel, een vriendschappelijke wedstrijd, vond plaats op 20 juni 2023 in Gelsenkirchen.

## Wedstrijden
| № | Plaats            | Datum           | Competitie        | Wedstrijd                 | Uitslag |
| - | ----------------- | --------------- | ----------------- | ------------------------- | ------- |
| 1 | Milaan            | 19 juni 1990    | WK 1990           | West-Duitsland – Colombia | 1 – 1   |
| 2 | Frankfurt am Main | 30 mei 1998     | Vriendschappelijk | Duitsland – Colombia      | 3 – 1   |
| 3 | Miami             | 9 februari 1999 | Vriendschappelijk | Colombia – Duitsland      | 3 – 3   |
| 4 | Mönchengladbach   | 2 juni 2006     | Vriendschappelijk | Duitsland – Colombia      | 3 – 0   |
| 5 | Gelsenkirchen     | 20 juni 2023    | Vriendschappelijk | Duitsland – Colombia      | 0 – 2   |

## Samenvatting
| Competitie        | Totaal gespeeld | Winst Colombia | Gelijk | Winst Duitsland | Doelsaldo Colombia – Duitsland |
| ----------------- | --------------- | -------------- | ------ | --------------- | ------------------------------ |
| WK-eindronde      | 1               | 0              | 1      | 0               | 1 − 1                          |
| Vriendschappelijk | 4               | 1              | 1      | 2               | 6 − 9                          |
| Totaal            | 5               | 1              | 2      | 2               | 7 − 10                         |

Wedstrijden bepaald door strafschoppen worden, in lijn met de FIFA, als een gelijkspel gerekend.

## Details

### Eerste ontmoeting
| WK 1990 (Milaan, Italië, 19 juni 1990): |              | |
| West-Duitsland | 1 – 1        | Colombia |
| Pierre Littbarski 88' | goals        | 90' Freddy Rincón |
| Franz Beckenbauer | bondscoach   | Francisco Maturana |
| Bodo Illgner Stefan Reuter Hansi Pflügler Klaus Augenthaler Guido Buchwald Thomas Häßler 88' Thomas Berthold Lothar Matthäus Uwe Bein 46' Rudi Völler Jürgen Klinsmann | opstellingen | René Higuita Luis Fernando Herrera Luis Carlos Perea Andrés Escobar Gildardo Gómez Leonel Álvarez Gabriel Gómez Carlos Valderrama Luis Fajardo Carlos Estrada Freddy Rincón |
| Pierre Littbarski 46' Olaf Thon 88' | wissels      | |
| Thomas Berthold 63' | gele kaarten | 15' Luis Fernando Herrera 30' Gabriel Gómez 38' Leonel Álvarez |

### Tweede ontmoeting
| Vriendschappelijk (Frankfurt am Main, Duitsland, 30 mei 1998): |              | |
| Duitsland | 3 – 1        | Colombia |
| Oliver Bierhoff 1' Oliver Bierhoff 16' Andreas Möller 46' | goals        | 87' (pen.) Carlos Valderrama |
| Berti Vogts | bondscoach   | Hernán Darío Gómez |
| Andreas Köpke Christian Wörns Jürgen Kohler Olaf Thon Stefan Reuter Jens Jeremies 71' Christian Ziege Thomas Häßler 46' Andreas Möller Oliver Bierhoff 71' Olaf Marschall 71' | opstellingen | Faryd Mondragón Wilmer Cabrera 53' Jorge Bermúdez Iván Córdoba José Fernando Santa Harold Lozano Mauricio Serna 57' Freddy Rincón Carlos Valderrama Faustino Asprilla 53' Adolfo Valencia |
| Dietmar Hamann 46' Lothar Matthäus 71' Jürgen Klinsmann 71' Ulf Kirsten 71'                                                                                                   | wissels      | 53' Ever Palacios 53' Víctor Aristizábal 57' Hamilton Ricard |
| Stefan Reuter ??' Dietmar Hamann ??' | gele kaarten | ??' Harold Lozano ??' Faustino Asprilla ??' Iván Córdoba ??' Mauricio Serna |

### Derde ontmoeting
| Vriendschappelijk (Miami, Verenigde Staten, 9 februari 1999): |              | |
| Colombia | 3 – 3        | Duitsland |
| Faustino Asprilla 26' Faustino Asprilla 68' Iván Córdoba 80' | goals        | 33' Michael Preetz 56' Michael Preetz 74' Marco Bode |
| Javier Álvarez | bondscoach   | Erich Ribbeck |
| Óscar Córdoba Alexander Lemus Iván Córdoba Jorge Bermúdez Foad Máziri 46' Jorge Bolaño 46' Arley Betancourth 46' Mauricio Serna Neider Morantes 79' Faustino Asprilla Henry Zambrano 66' | opstellingen | 46' Oliver Kahn Lothar Matthäus Marko Rehmer Christian Wörns Markus Babbel 46' Jens Jeremies Andreas Möller Marco Bode Michael Preetz 74' Oliver Neuville 79' Marco Reich |
| Hernán Gaviria 46' Léider Preciado 46' Mario Yepes 46' Edwin Congo 66' Jorge Salcedo 79'                                                                                                 | wissels      | 46' Jens Lehmann 46' Christian Nerlinger 74' Alexander Zickler 79' Lars Ricken                                                                                            |
| Edwin Congo ??' Mario Yepes ??' | gele kaarten | ??' Jens Jeremies ??' Michael Preetz |
| Alexander Lemus ??', 44' | rode kaarten | |
| - Debuut van Marco Reich (FC Kaiserslautern) voor Duitsland. |              | |

### Vierde ontmoeting
| Vriendschappelijk (Mönchengladbach, Duitsland, 2 juni 2006): |              | |
| Duitsland | 3 – 0        | Colombia |
| Michael Ballack 21' Bastian Schweinsteiger 38' Tim Borowski 69' | goals        | |
| Jürgen Klinsmann | bondscoach   | Reinaldo Rueda |
| Jens Lehmann Arne Friedrich Christoph Metzelder Per Mertesacker Philipp Lahm 86' Bernd Schneider 62' Torsten Frings 70' Michael Ballack Bastian Schweinsteiger 73' Miroslav Klose 61' Lukas Podolski 70' | opstellingen | Óscar Córdoba Pablo Pachón Javier Arizala Andrés Orozco 76' Fabián Vargas Luis Perea 46' Tressor Moreno 62' Jairo Patiño 54' John Viáfara 78' Elkin Soto José Moreno |
| Oliver Neuville 61' Tim Borowski 62' Sebastian Kehl 70' Gerald Asamoah 70' Marcell Jansen 73' Thomas Hitzlsperger 86'                                                                                    | wissels      | 46' Hugo Rodallega 54' Jaime Castrillón 62' Elkin Murillo 76' Edwin Valencia 78' Fredy Guarín                                                                        |
| | gele kaarten | 20' Fabián Vargas 37' John Viáfara 81' Pablo Pachón |